# Япчик
Япчик (англ. Yapchik) — мясное блюдо ашкеназской кухни на основе картофеля, похожее как на чолнт, так и на кугель, венгерско-еврейского и польско-еврейского происхождения. Считается комфортной едой, популярность япчика возросла, особенно среди членов ортодоксальной еврейской общины в Северной Америке с большим еврейским населением. В честь этого блюда назван ресторан в городе Лейквуд, штат Нью-Джерси, где проживает преимущественно еврейское население.

## Приготовление
Япчик похож на чолнт, состоит из слоя мяса, обычно говяжьего флангена (рёбрышек) или грудинки, который находится между двумя слоями смеси, похожей на картофельный кугель, содержащей тёртый картофель и лук, а также взбитые яйца, специи и мацу. Блюдо готовится на медленном огне в течение многих часов, часто в течение ночи. Это популярное блюдо для Шаббата и многих других еврейских праздников.

## Варианты
Поскольку это «химишское» или домашнее блюдо, существует множество вариаций япчика, в том числе приготовленные с красным картофелем, цукини или тушеной говядиной.